# 后里 (大字)
后里，是臺灣臺中市后里區的一個傳統地域名稱，位於該區中部。相較於今日行政區，其範圍大致包括后里里、厚里里、月眉里東部邊界地帶。

## 歷史
台灣清治末期，后里地區為一街庄，稱為「后里庄」，隸屬於苗栗三堡。該庄西北與月眉庄為鄰，東北與中社庄、七塊厝庄為鄰，東南邊為圳藔庄，西南邊為墩仔腳庄。
1901年（日明治三十四年）11月，全台廢縣廳改設二十廳，該庄隸屬於苗栗廳。1903年（明治三十六年）6月，該庄編入「內埔區」，仍隸屬於苗栗廳。1909年（明治四十二年）10月，全台二十廳合併為十二廳，苗栗廳廢止，內埔區改隸屬於臺中廳。1920年（大正九年），全台地方制度大改正，該庄改制為「后里」大字，隸屬於臺中州豐原郡內埔庄。
戰後內埔庄改制為內埔鄉，隸屬於臺中縣，大字亦改制為村。1950年10月，中、彰、投分治，內埔鄉隸屬不變。1955年，因與屏東縣內埔鄉同名，改名為「后里鄉」。2010年12月，隨著臺中縣、市合併為直轄臺中市，后里鄉改制為后里區，村亦改制為里。

## 聚落
本地區發展較早的聚落有后里、泉州厝等，在日治期初期的官方地圖上已有記載。此外，本地區尚有風鼓崎、十八閘、下后里等聚落。

## 交通
台鐵山線大致以北北東—南南西走向經過后里地區東端。境內未設站，北側最近的是泰安車站，屬簡易站，僅停靠區間車；南側最近的是后里車站，屬三等站，主要停靠區間車，自強號每日僅雙向各停靠一個車次。由此等可前往台鐵沿線各站。其中后里車站是中部區間車主要折返點之一。
國道1號又稱「中山高速公路」，是台灣西部兩條縱向高速公路之一，大致以東北—西南走經過本地區西部邊界外不遠處。后里交流道即在西側，可與市道132號連結。由此可快速前往國道1號沿線各地。
省道台13線（三豐路四～三段）是香山內湖至豐原的幹道，其中尖山至豐原路段俗稱「尖豐公路」，大致以東南東—西北西走向繞大彎轉西北—東南走向再轉北北東—南南西走向經過本地區中部偏東地帶。由該道路向東南東繞大彎轉北北東可前往三義、銅鑼、苗栗等地，向南可前往豐原並止於省道台3線路口。
市道132號（甲后路一段）是大安港至后里的道路，大致以西北西—東南東走向轉西向東經過本地區南部。由該道路向西北西可前往外埔、大甲、大安港並止於區道中7線路口，向東可前往圳寮並止於台鐵后里車站前。
市道132甲線（民生路）是月眉至下后里的道路，其東側端點位於本地區西南部市道132號路口。由此向南出境後可前往墩子腳繞大彎轉西北西，再轉南南西再轉西北可前往中和北部、月眉中部偏南南西並止於市道132號另一路口。
區道中30線（九甲路）是番子寮至后里的道路，其東側端點位於本地區北部省道台13線路口。由此向西北出境後，可前往月眉北部的崎頭、六分、磁磘、內水尾、外水尾西部邊界地帶南側並止於省道台1線路口。

## 景點
- 日月神木（樟樹與榕樹）

## 廟宇
- 雷筳殿（玄天上帝廟）